# Districte de Bumthang
El Districte de Bumthang, és un dels 20 districtes que forma el regne de Bhutan. Està situat a la part nord del país i limita a l'est amb el districte de Lhuntse, a l'oest amb els districtes de Trongsa i Wangdue, al sud amb el districte de Zhemgang i al nord amb la regió autònoma xinesa del Tibet. Té una superfície de 2.708,46 km², dels quals, un 59,34% està cobert per boscos. Té una població de 18.965 (2015) habitants, dels quals, uns 4.800 viuen a Jakar, la capital de la regió. La majoria d'habitants viuen en zones rurals. La regió té una altitud compresa entre els 2.600 i els 4.500 metres.
La regió està formada per 4 grans valls: Ura, Chumey, Tang i Cheokhor (més coneguda com a vall de Bumthang). Bumthang està format per 4 municipis (anomenats gewogs) que inclouen 104 poblacions de diferents mides.

## Patrimoni
Bumthang és un dels districtes de Bhutan més rics en patrimoni històric i espiritual. Dins del seu patrimoni hi trobem el Jambay Lhakhang, que segons la llegenda, és un dels 108 temples construïts simultàniament l'any 659 d.C. pel rei Songtsen Gampo per fer front a un malvat dimoni que habitava a l'Himàlaia. El seu actual aspecte data del segle xx.

## Etimologia
Existeixen dues versions sobre l'origen del nom de Bumthang. La vall de Cheokhor, coneguda com a vall de Bumthang, se suposa que té forma de bumpa, els recipients amb aigua beneïda que es troben a l'altar d'un lhakhang. L'altre versió podria venir de Bum, que significa noia, i Thang, que significa terreny pla.

## Economia
L'economia de la regió es basa en la producció agrícola de blat, blat sarraí, productes lactis, mel, pomes, patates, arròs i productes derivats de la llana.

## Llengua
A Bumthang s'hi para una llengua pròpia anomenada bhumtam o bhumtangkha, parlada per aproximadament unes 20.000 persones. Està classificada com a llengua tibetobirmana. També es parla a les regions properes de Lhuntse, Mongar i Trongsa.